# Hans-Jürgen Pretzsch
Hans-Jürgen Pretzsch (* 9. Oktober 1950) ist ein ehemaliger deutscher Fußballspieler, der in den 1970er Jahren für die BSG Chemie Leipzig in der DDR-Oberliga, der höchsten Spielklasse im DDR-Fußball, aktiv war.

## Sportliche Laufbahn
Als 19-Jähriger gewann Hans-Jürgen Pretzsch 1970 mit der 2. Mannschaft der Betriebssportgemeinschaft (BSG) Chemie Leipzig den Fußballbezirkspokal und feierte mit der Mannschaft den Aufstieg in die zweitklassige DDR-Liga. Mit der Aufstiegsmannschaft bestritt er 1970/71 18 der 30 ausgetragenen Ligaspiele und erzielte drei Tore. Mit der Oberligamannschaft absolvierte er in der Hinrunde als Einwechselspieler zwei Spiele. Als in der Rückrunde zwei etatmäßige Oberligastürmer ausfielen, stand Pretzsch in fünf Punktspielen als Stürmer in der Anfangself. Mit zwei weiteren Einwechseleinsätzen kam er in seiner ersten Oberligasaison auf neun Punktspiele. Die 1. Mannschaft stieg am Saisonende ab, und Pretzsch nutzte die DDR-Ligasaison, sich in der 1. Mannschaft im erweiterten Spielerstamm zu etablieren. Bei seinen 16 Einsätzen in 20 Punktspielen wurde er 16-mal aufgeboten, bestritt aber nur sieben Partien über die volle Dauer. Außerdem wurde er in fünf der acht Aufstiegsspiele, in denen Chemie die Rückkehr in die Oberliga schaffte, fünfmal eingesetzt. Sowohl bei den Punktspielen als auch in der Aufstiegsrunde war er jeweils mit einem Tor erfolgreich. In der Saison 1972/73 gehörte Pretzsch nicht mehr zum Stammaufgebot der Oberligamannschaft. Mit ihr bestritt er lediglich vier Punktspiele als Einwechselspieler. Die restliche Zeit spielte er mit der 2. Mannschaft in der drittklassigen Bezirksliga. Nach Abschluss der Spielzeit wechselte Pretzsch zur BSG Aktivist Espenhain, die ebenfalls Bezirksligist war. 1975 stieg er mit ihr in die DDR-Liga auf und verbrachte dort mit der BSG Aktivist als Stammspieler sechs Spielzeiten. Von den in dieser Zeit ausgetragenen 132 Punktspielen bestritt Pretzsch 121 Begegnungen, wobei er in jeder Saison zu den Torschützen zählte und insgesamt auf 17 Treffer kam. Nachdem Espenhain 1981 in die Bezirksliga absteigen musste, spielte er dort noch bis 1989. 1983 gewann er mit der BSG Aktivist den Bezirkspokal, die sich damit für den DDR-weiten FDGB-Pokal-Wettbewerb 1983/84 qualifizierte. Auch nach seiner Zeit als Fußballspieler blieb er dem Fußball in Espenhain verbunden. Die BSG Aktivist wurde später in den FSV Kitzscher umgewandelt, und Pretzsch übernahm zwischen 2007 und 2011 das Training der Fußballer, die in der Bezirksklasse spielten.